# Чувашайка
Чуваша́йка (рос. Чувашайка, удм. Чувашайка) — присілок у складі Кіясовського району Удмуртії, Росія.
На південний захід від присілка знаходиться гідрологічна пам'ятка природи «Джерело Гремучий», а на південний схід, на березі річки Кирикмас — «Кирикмаський резерват», комплексна пам'ятка природи.
Населення — 137 осіб (2010; 175 у 2002).
Національний склад:
- росіяни — 86 %